# Touchtennis
El touchtennis es una modalidad deportiva basada en el tenis que se juega en una pista más compacta, con pelotas de espuma y raquetas de 21". Se disputa entre dos jugadores (individuales) o entre dos parejas (dobles). 
Se trata de un deporte creado en Londres por Rashid Ahmad en 2002, con un gran crecimiento en países como Reino Unido, España, Estados Unidos, Canada, Australia, Brasil, Francia, Argentina o Nueva Zelanda. 
Cuenta con el apoyo de la Lawn Tennis Association en Reino Unido y la RFET en España lo que está ayudando a su rápido crecimiento. 

## Reglas de juego

### Medidas de la pista
Las dimensiones de una cancha oficial de touchtennis son de 12m × 5m para individuales y 12m × 6m para dobles. Sin embargo, se admiten variaciones de hasta un metro en todas las líneas para que el juego sea más accesible y variado. Las dimensiones de la red, con una altura de 0,80 metros, son las mismas que las de la modalidad de mini tenis.
Se puede jugar en todo tipo de superficies y en entornos al aire libre e indoor.

### Desarrollo del juego
El sistema de puntuación tiene ligeras variaciones respecto al del tenis.
- Un servicio o saque.

- Los sets son a cuatro juegos con diferencia de dos (tie-break con 4-4). La muerte súbita de desempate es a 5 puntos.

- No hay ‘let’, si la pelota toca la red en el saque y entra, se considera buena.

- Hay muerte súbita cuando hay iguales (el receptor elige el lado).

### Materiales
- Raqueta de 21". Las raquetas oficiales de touchtennis no deben ser más cortas de 20.9 pulgadas (53.0 cm) y no más largas que 21.1 pulgadas (53.6 cm). El tamaño de la cabeza de las raquetas no puede ser mayor de 107 pulgadas cuadradas.

- Pelota de espuma o foam de 8 cm de diámetro. La espuma de las pelotas oficiales de touchtennis son de alta densidad para aguantar grandes golpes.